# Иона Клименецкий
Ио́на Климене́цкий (Ио́на Климе́цкий, Ио́на Климени́цкий, в миру Иван Иванович Климентов; 1464, Новгород — 6 июня 1534, Клименецкий монастырь) — русский православный святой, преподобный, основатель Клименецкого Свято-Троицкого монастыря. Память совершается 6 июня (по юлианскому календарю).
Сын новгородского посадника Иоанна Климентова. Получив от отца большое наследство, занимался торговлей, ходил на торговых лодках по Онего.
Спасшись во время бури на Онего, в месте где его выбросило на берег, основал в 1490 году Климецкую обитель, где прожил до кончины простым монахом.
В монастыре были построены две церкви: во имя Святой Троицы и Николая Чудотворца. Несмотря на просьбы, Иона не принял игуменства и почил иноком в июне 1534 года.
В середине XVIII века, на средства императрицы Елизаветы Петровны над его мощами был возведён каменный храм во имя святых праведных Захарии и Елисаветы.
В августе 2020 года митрополит Константин (Горянов) учредил епархиальную комиссию по обретению мощей преподобного Ионы Клименецкого. 24 августа 2020 года представители епархиальной комиссии прибыли в Клименецкий монастырь для проведения работ по обретению святых мощей. Комиссия под руководством археолога И. В. Мельникова приступила к раскопкам, которые производились с соблюдением требований и технологий археологических работ. Велась фото- и видеофиксация работ, раскопки продолжались в течение полутора суток. В итоге комиссия обнаружила останки, пролежавшие в земле 486 лет. Тело и голова были покрыты кожаным частично сохранившимся покрывалом, также сохранилась часть гроба. Останки были подняты на поверхность, затем осмотрены и описаны судмедэспертом и уложены в специально приготовленные для этого деревянные ящики-ковчеги. К основным останкам присоединили останки нижних конечностей, обнаруженные 25 августа 2020 года. По завершении археологических работ были проведены архитектурно-историческое, антропологическое, изотопное и медико-криминалистическое исследования, результаты которых были направлены в Синодальную комиссию по канонизации святых. В ответ было получено заключение члена Синодальной комиссии В. Н. Звягина, о том, что мощи достоверно принадлежали преподобному Ионе Клименецкому. 9 января 2024 года Патриарх Кирилл в резолюции на рапорт митрополита Петрозаводского и Карельского Константина от 3 октября 2023 года благословил «почитать останки, найденные в храме святых праведных Захарии и Елисаветы Клименецкого монастыря, святыми мощами преподобного Ионы Клименецкого» с установлением праздника обретения мощей 29 июня по новому стилю.